# Kleine Beer (natuurgebied)
Kleine Beer is een natuurgebiedje van circa 11 hectare ten westen van Brielle onder beheer van stichting het Zuid-Hollands Landschap. Het bestaat geheel uit ooibos. 
Het gebied is gelegen aan de Krimweg te Oostvoorne aan de rand van Europoort en is te zien vanaf het fietspad langs de N218 ter hoogte van de uit 1950 daterende Brielse Maasdam. Het is niet vrij te bezoeken.
De naam 'Kleine Beer' is bedoeld om de herinnering aan het voormalige vogelreservaat De Beer levend te houden. Dat natuurgebied had ooit een oppervlakte van 1300 hectare maar is in 1964 geheel verloren gegaan bij de aanleg van havens en industriegebieden van Europoort. Het deel van de havenwerken met de naam Beerkanaal ligt ongeveer op de plaats van het vroegere reservaat.